# Laudanosin
Laudanosin ist ein giftiges Benzylisochinolin-Alkaloid, das in kleinen Mengen im Schlafmohn vorkommt und strukturell mit Papaverin verwandt ist (N-Methyl-tetrahydropapaverin).

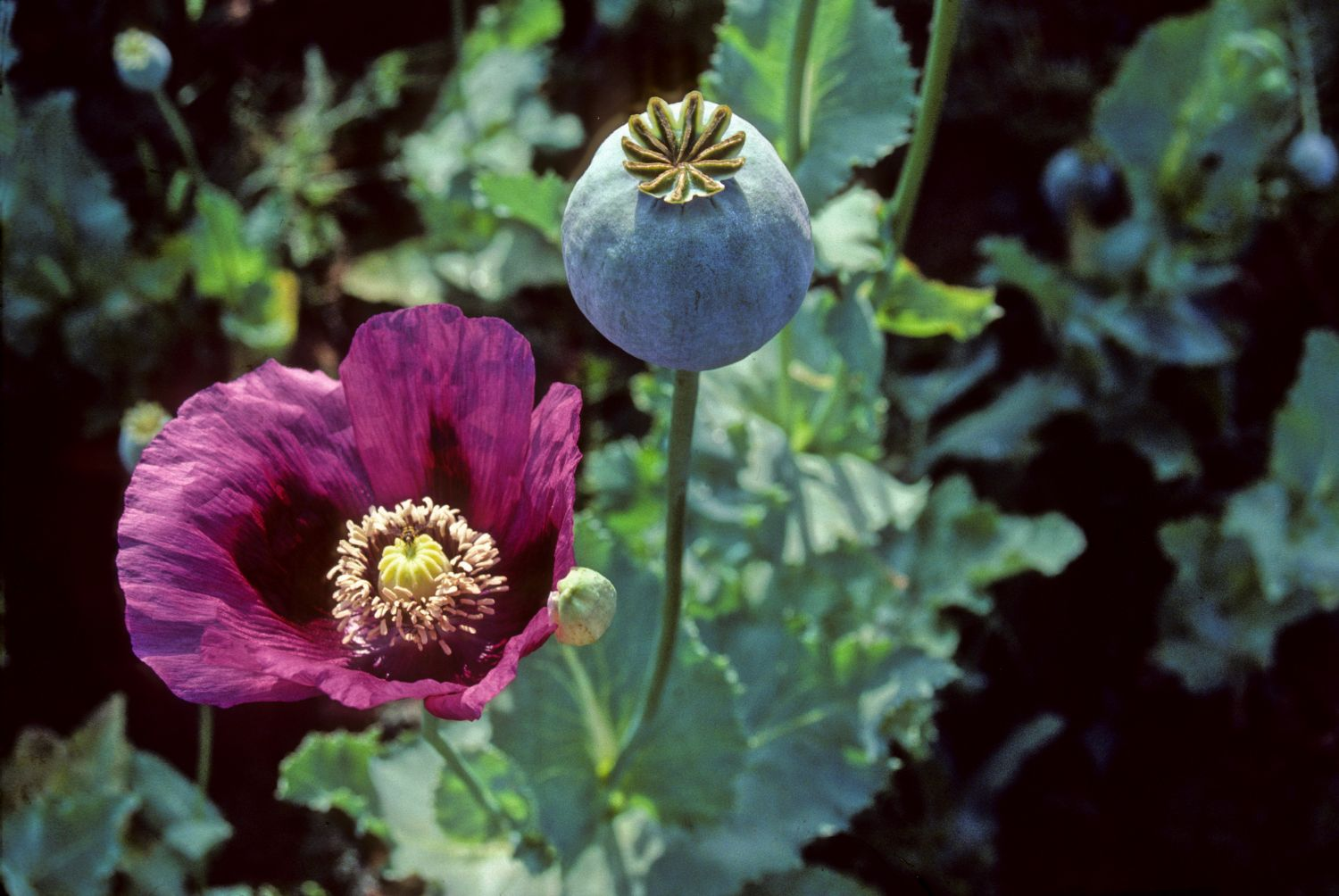
Schlafmohn, Papaver somniferum, aus dessen Milch Laudanosin – neben anderen Alkaloiden – isoliert werden kann.

Weiterhin ist es ein potentiell toxisches Abbauprodukt der Muskelrelaxanzien Atracurium und (in geringerem Ausmaß) Cisatracurium.
Laudanosin durchdringt die Blut-Hirn-Schranke und wirkt über Interaktionen mit GABA-, Opioid- und nikotinischen Acetylcholinrezeptoren epileptogen, d. h. cerebral erregend. Es kann im Herz-Kreislaufsystem zu Blutdruckabfall (Hypotonie) und verlangsamtem Herzschlag (Bradykardie) führen. In der Praxis spielen die Wirkungen von Laudanosin bei den üblichen Dosierungen der Muskelrelaxanzien in der Regel allerdings keine Rolle. Es erhöht weiterhin den MAC-Wert der verwendeten volatilen Narkotika bei einer Narkose. Laudanosin wird renal ausgeschieden.